# Registro índice
En un CPU de computadora, un registro índice es un registro de procesador usado para direccionar los datos de proceso hacia o desde la memoria ram.

## Marco de interacción
Afecta a los operandos durante la ejecución de un programa de computadora. El registro índice es típicamente usado para hacer operaciones de vectores/arreglos. Los registros índice fueron usados por primera vez en 1949 en la computadora británica Manchester Mark I.
Los registros índice dan formato al acceso de la memoria por accesos aleatorios. Son usados para una clase especial de direccionamiento indirecto donde una constante inmediata, es decir, que es parte de la instrucción en sí misma, es agregada al contenido de un registro para formar la dirección del operando o los datos reales; las arquitecturas que permiten que más de un registro sea usado de esta manera tienen un campo de opcode para especificar qué registro usar.
En las primeras computadoras, sin ninguna forma de direccionamiento indirecto, las operaciones con arreglos tenían que ser realizadas. o repitiendo linealmente el código del programa para cada elemento del arreglo (es decir sobre todas las localizaciones de dirección), o usando técnicas de código automodificante bastante "sucias". Ambas alternativas conducían a desventajas absolutamente significativas en flexibilidad y mantenimiento del programa, así como a ser derrochadoras de la memoria del computador; el último método fue un recurso muy raro/escaso?? en instalaciones de computadora de la era inicial (así como en los primeros microcomputadores de varias décadas más tarde).
En general, los registros índice se convirtieron en una parte estándar de los computadores durante la segunda generación de la tecnología (más o menos por 1955-1964). Vea, por ejemplo, el mainframe IBM 700/7000. Las primeras "pequeñas máquinas" con registros índice incluyen al AN/USQ-17, alrededor de 1960, y los computadores en tiempo real (real time) de Scientific Data Systems. El primer microprocesador con un registro índice parece haber sido el Motorola 6800, cuyo clon mejorado, el MOS Technology 6502, hizo buen uso de dos registros índice.